# براندان شفاب
براندان شفاب (بالإنجليزية: Brendan Schwab)‏ هو مسير أعمال أسترالي، ولد في 10 مارس 1968.